# Grup de la chabourneïta
El grup de la chabourneïta és un grup de minerals de la classe dels sulfurs format per cinc espècies: chabourneïta, dalnegroïta, dewitita, protochabourneïta i shimenita. Totes aquestes espècies cristal·litzen en el sistema triclínic.
| Espècie           | Fórmula                               |
| ----------------- | ------------------------------------- |
| Chabourneïta      | Tl₄Pb₂(Sb,As)20S34                    |
| Dalnegroïta       | (Tl₄Pb₂)(As₁₂Sb₈)S34                  |
| Dewitita          | AgzTl10-x-zPb2xSb42-x-yAsyS68         |
| Protochabourneïta | Tl5-xPb2x(Sb,As)21-xS34 (x ~ 1.2-1.5) |
| Shimenita         | Tl₅Sb21-yAsyS34                       |

Segons la classificació de Nickel-Strunz, els minerals del grup pertanyen a "02.HC: Sulfosals de l'arquetip SnS, amb només Pb» juntament amb els següents minerals: baumhauerita, argentobaumhauerita, dufrenoysita, guettardita, liveingita, parapierrotita, pierrotita, rathita, sartorita, twinnita, veenita, marumoïta, fülöppita, heteromorfita, plagionita, rayita, semseyita, boulangerita, falkmanita, plumosita, robinsonita, moëloïta, dadsonita, owyheeïta, zoubekita i parasterryita.